# 境賢一
境 賢一（さかい けんいち、1957年8月20日 - ）は、日本の俳優。熊本県出身。劇団民藝所属。

## 出演作品
太字はメインキャラクター。

### 映画
- 卒業写真（国武太）

### テレビ
- 親子弁護士の探偵帖
- カッ飛び!ヤンヤン姫
- 仮面ライダー響鬼（郁子の旧友）
- カンパニー
- 船長シリーズ
- 忠臣蔵
- 西部警察 第86話「決断12時」（1981年）
- つぐない
- はぐれ刑事純情派
- ママは女医さん
- 湯の町コンサルタント4
- ガラスの家（生田将司）

### 吹き替え
- アニマル・レスキュー・キッズ
- アラビアンナイト
- エア★アメリカ
- エタニティ/永遠の愛
- エリザベス1世 〜愛と陰謀の王宮〜
- グリーン・デスティニー
- 刑事ヴァランダー3 白夜の戦慄
- ゲーム・チェンジ 大統領選を駆け抜けた女
- コードネーム＞エタニティ（トウレンズ〈オリヴィエ・グラナー〉）
- しあわせ色のルビー
- シリーズ7/ザ・バトル・ロワイアル（トニー）
- 死霊館のシスター 呪いの秘密（リドリー[2]）
- 人類月に立つ
- スネーク・アイズ（ジミー・ジョージ）
- スピーシーズ・リターン/種の終焉
- ザ・ソプラノズ 哀愁のマフィア
- ターミネーター3
- ドクタークイン 大西部の女医物語
- ひとりぼっちのショーン
- プライベート・ライアン
- プロフェシー
- ミス・エバーズ・ボーイズ 〜黒人看護婦の苦悩
- 緑の丘のブルーノ
- リーグ・オブ・レジェンド/時空を超えた戦い
- レリックハンター
- ワールド・トレード・センター
- Y2K

### アニメ
- おさるのジョージ（ドアマン）

### ゲーム
- CARAVAN STORIES（2019年、ハッタン[3]）

### 舞台
- 『棒きれと骨』
- 『アンネの日記』
- 『大桜剣劇団』
- 『怒りの葡萄』
- 『勤皇やくざ瓦版』
- 『晴れのちくもり時々涙…』
- 『アルベルト・シュペーア』
- 『WHITE PHASE』
- 『モンゴル帰りの爺』
- 『明石原人』
- 『火山灰地』
- 『エイミーズ・ビュー』
- 『沖縄』
- 『坐漁荘の人びと』(劇団民藝)
- 「がめつい奴」(松竹 蝉の会)
- 「イエローフィーバー」(流山児★事務所)
- 『キモサベポン太のギャグコレクションVol.1〜7』（銀座博品館劇場）
- 『オットーと呼ばれる日本人』（劇団民藝）[4]
- 『聴衆0の講演会』（劇団民藝）[5]